# 芒 (朗德省)
芒村（法語：Mant，法語發音：[mɑ̃]）是法国朗德省的一个市镇，位于该省东南部，属于蒙德马桑区。

## 地理
芒村（43°35'8"N, 0°30'32"W）面积19.34 平方千米，位于法国新阿基坦大区朗德省，该省份为法国西南部沿海省份，是法國本土面积第二大的省，北起吉倫特省，西临大西洋，南至大西洋比利牛斯省，东临热尔省，东北与洛特-加龍省接壤。
与芒村接壤的市镇（或旧市镇、城区）包括：萨马代、阿尔布卡沃、蒙热、蒙塞居尔、佩尔、马洛萨讷。
芒村的时区为UTC+01:00、UTC+02:00（夏令时）。

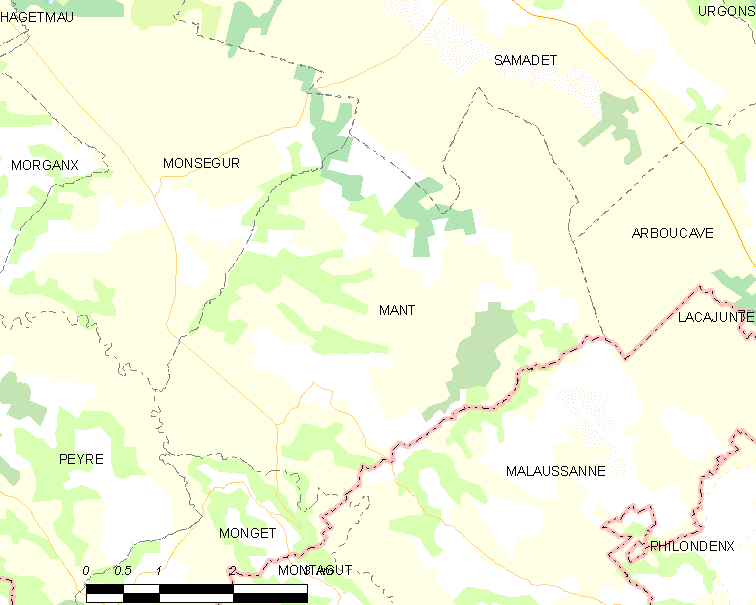
芒村的OSM定位图

## 行政
芒村的邮政编码为40700，INSEE市镇编码为40172。

## 政治
芒村所属的省级选区为沙洛斯-蒂尔桑县。

## 人口

1962-2008年间芒村人口变化图示

芒村于2022年1月1日时的人口数量为270人。